# Зоряна палата
Зоряна палата (англ. Star Chamber, лат. Camera stellata) — надзвичайний суд при королі Англії, що існував у 1487—1641 роках. Створено Генріхом VII для судів над шляхтичами після війни Червоної та Білої Троянд.
Створена 1487 року Генріхом VII головним чином для боротьби з бунтівними феодалами; пізніше, за Єлизавети I і особливо за перших Стюартів, «Зоряна палата» перетворилася на знаряддя придушення противників феодально-абсолютистського ладу та англіканської церкви. Була скасована під час Англійської революції 17 ст. актом Довгого парламенту (1641), що затвердив принцип habeas corpus (не плутати з відомішим актом про habeas corpus 1679 року).
Назва незрозумілого походження; найпоширеніше пояснення, що з'явилось за століття після створення палати, пов'язано з тим, що зала засідань за Генріха VII була прикрашена позолоченими зірками.